# گلیز ۷۸۳
گلیز ۷۸۳ یک ستاره است که در صورت فلکی کمان قرار دارد.